# Вулиця Ярослава Мудрого (Черкаси)
Вулиця Яросла́ва Му́дрого — одна з вулиць у місті Черкаси. Знаходиться у мікрорайоні Дахнівка.

## Розташування
Вулиця простягається від вигину вулиці 38-ї Армії на північний схід та північний захід до вулиці Романа Шухевича. З нею перетинається вулиця Сержанта Волкова, примикають вулиця Михайла Брайчевського та провулок Звенигородський.

## Опис
Вулиця неширока та неасфальтована, забудована приватними будинками.

## Історія
До 1983 року вулиця називалася на честь українського письменника Михайла Коцюбинського, а після приєднання села Дахнівка до міста Черкаси була перейменована на честь Великого князя київського Ярослава Мудрого.